# Miguel Falero
Miguel Falero Correa (ur. 17 maja 1957 w Ciudad de la Costa) – urugwajski piłkarz występujący na pozycji środkowego pomocnika, reprezentant Urugwaju, trener piłkarski.